# 奈良交通榛原営業所
奈良交通榛原営業所（ならこうつう はいばらえいぎょうしょ）は、奈良県宇陀市榛原篠楽にある奈良交通の営業所。主に奈良県東部の路線を担当している。定期路線バスのほか、秋に開催される全国薬草シンポジウム無料送迎バス（榛原駅～宇陀市総合体育館）や冬に榛原駅南口より運行される霧氷バスも担当する。営業所最寄バス停は篠楽であるが、やや離れている。
本営業所の一般路線バス（コミュニティバスを含む）の運行自治体は、奈良市、大和郡山市、天理市、桜井市、橿原市、明日香村、宇陀市、曽爾村、御杖村、東吉野村である。
かつては山添村、吉野町、三重県伊賀市、名張市、津市（美杉村時代）にも路線があったが、撤退している。

## 現行路線

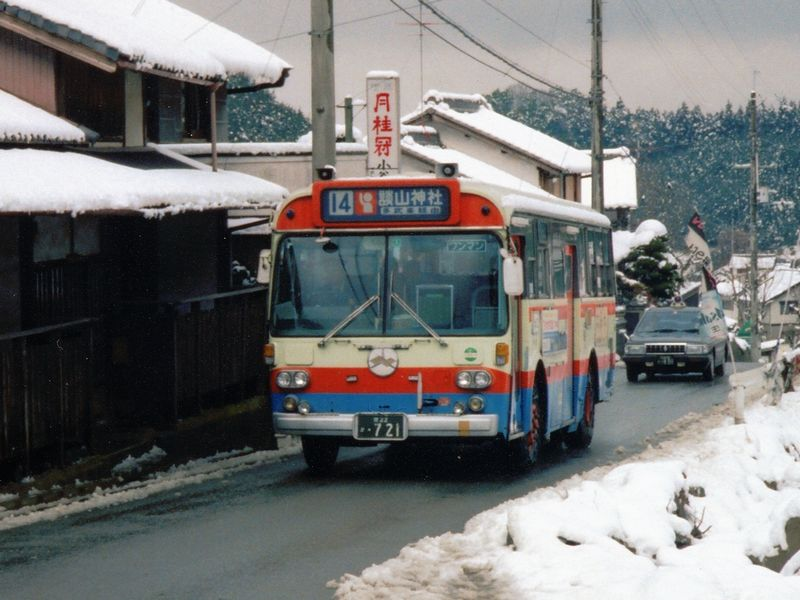
多武峯線（1996年撮影）　※2010年4月より桜井市コミュニティバスとして運行

※は地域間幹線系統として、国・奈良県の補助を受ける。

### ※大宇陀線
- 01：榛原駅（南） - 野依（のより） - 大宇陀
- 02：天満台東三丁目 - 榛原駅（南） - 野依 - 大宇陀

2014年10月から奈良県公共交通協議会の要望を受けて天満台から大宇陀までの直通運転（2系統）が実現した。

### ※古市場線
- 10：榛原駅（南）- 母里（もり）- 松井西 - 松井橋 - 菟田野（うたの）

事実上下記の榛原東吉野線の区間便である。

### ※榛原東吉野線
- 15：榛原駅（南）- 母里（もり）- 松井西 - 松井橋 - 菟田野（うたの）- 佐倉峠 - 鷲家（わしか）- 千代橋 - 東吉野村役場

2012年10月1日に路線新設。年末年始を除く平日のみ運行（東吉野榛原線と榛原新子線が事実上短縮・集約された形になった。）

### 榛原ネオポリス線
- 20：榛原駅（南） - 長峯公民館前 - 天満台東三丁目

### ※都祁榛原線
- 23：榛原駅（北） - 貝が平口 - 吐山（はやま）- 針インター
- 24：榛原駅（北） - 貝が平口 - 山辺高校

榛原駅 - 貝が平口・針インター間は自由乗降になっている。24系統は土曜・休日および山辺高校の休校日は運休。

### 桜井初瀬線
- 52：榛原駅（北）→ 与喜浦

### 室生線
- 44：室生口大野駅 - 室生龍穴神社

以前の43:室生寺ゆきの終点を室生龍穴神社まで延長したもの。（2022年4月1日のダイヤ改正）
室生の集落を過ぎると室生寺まではほぼ人家が途絶えるため乗客は事実上室生寺への拝観客に限られている。このため平日より土日祝の本数が多くなっている。
途中に近畿地方では珍しい個人宅名を冠したバス停がある。
2006年以降は他路線と接続のない孤立路線である。
大野寺 - 室生寺間は自由乗降が可能。

### ※天理都祁線
- 18：天理駅 - 天理中大路 - 国道櫟本 - 国道福住 - 国道一本松 - 国道針 - 針インター
- 21：天理駅 -（この間上記の18系統に同じ）- 針インター - 山辺高校

18・21系統は名阪国道を走行する。かつては上野まで運行する16系統も運行されていた。
廃止系統
- 28：天理駅 - 豊井 - 苣原（ちしゃわら） - 国道針
- 29：天理駅 - 豊井 - 苣原 - 福住 - 下山田 - 針インター
- 38：針インター - 山辺高校 - 国道山添
- 39：針インター → 国道山添

### ※天理桜井線
- 59：箸中 - 桜井市庁前 - 桜井駅北口
- 61：天理駅 - 天理中大路 - 天理本通り - 天理市庁前 - 天理大学 - 柳本 - 箸中 - 三輪明神参道口 - 桜井市庁前 - 桜井駅北口
- 62：天理駅 - 天理中大路 - 天理本通り - 天理市庁前 - 柳本 - 箸中 - 三輪明神参道口 - 桜井市庁前 - 桜井駅北口
- 63：天理中大路 - 天理本通り - 天理市庁前 - 柳本 - 箸中 - 三輪明神参道口 - 三輪明神大神神社二の鳥居前 - 三輪明神参道口 - 桜井市庁前 - 桜井駅北口
- 64：憩の家外来棟 - 天理中大路 - 天理駅 -（この間上記の62系統に同じ）- 桜井駅北口

2015年7月16日現在、61・64系統は平日のみ、63系統は土日祝日のみ運行。

### ※天理シャープ線
- 52：天理駅 - 国道櫟本 - シャープ総合開発センター
- 55：天理駅 - 憩の家病院 - シャープ総合開発センター
- 65：天理駅 - 憩の家病院 - 憩の家外来棟 - シャープ総合開発センター
- 66：天理駅 - 憩の家病院 - 憩の家外来棟

### ※桜井飛鳥線
- 36：桜井駅南口 - 安倍文殊院 - 山田寺 - 明日香奥山・飛鳥資料館西

桜井市コミュニティバスの飛鳥線と並行していたが2009年4月1日改正で一般路線のみになった。
廃止系統
- 37：桜井駅南口 - 安倍文殊院 - 山田寺 - 飛鳥資料館 - 万葉文化館 - 石舞台

2018年10月1日改正で飛鳥資料館～石舞台間が廃止された

### ※桜井菟田野線
- 71：桜井駅南口 - 大宇陀

本数が少なく最終便が早い。

### 桜井市コミュニティバス
詳細は、桜井市コミュニティバスを参照のこと。

### 三輪明神線
- （系統番号無し）：桜井駅北口 - 三輪明神大神神社

大晦日から元旦まで臨時バスも運転される。葛城営業所から移管された。

## 撤退・廃止路線

### 2006年10月の再編
奈良交通は、県北西部の奈良・学園前・高の原・生駒・王寺・五位堂といった駅を発着する路線バスの収入で県南部や県東部を走る路線バスを維持してきた。しかし、近鉄けいはんな線の開業に伴い、そのようなことはできる状況ではなくなり、2006年10月に大規模な路線休止や再編が行われることとなった。以下の系統が、これにより休止になった。

#### 東吉野新子線
- 新子（あたらし） - 鷲家 - 杉谷

#### 榛原ネオポリス線
- 22：榛原駅 - 長峯公民館前 - 天満台東三丁目 - 山辺東

#### 榛原大野線
- 51：榛原駅 - 長峰 - 大野寺前 - 室生口大野駅

休止以降は宇陀市営有償バスが運行されている。

### 2007年の再編

#### 毛原線
- 54：室生口大野駅 - 無山 - 染田
- 56：室生口大野駅 - 染田 - 無山 - 下笠間
- 58：外の橋→無山→室生口大野駅

2007年（平成19年）4月1日、毛原線の運行を休止する。以降は宇陀市営の有償バスが運行されていた。

#### 室生線
- 44：室生口大野駅 - 室生寺前 - 血原橋
- 45：室生口大野駅 - 室生寺前 - 血原橋 - 辰尾橋
- 46：室生口大野駅 - 室生寺前 - 血原橋 - 辰尾橋 - 上田口弁天

2007年4月1日、44・45・46系統の運行を休止する。以降は宇陀市営の有償バスが運行されている。
両区間とも、2012年に宇陀市デマンド型乗合タクシーに転換されているが、乗車は利用登録済の宇陀市民、旧室生村域通勤者、地域内で介護および財産管理を行う者に限定されている。

### 2008年の再編

#### 古市場線
- 11：榛原駅 - 母里 - 菟田野町役場前 - 松井橋 - 岩端

2008年3月17日、11系統の運行を休止する。

### 2010年の再編

#### 多武峯線
- 14：桜井駅南口 - 聖林寺前 - 多武峯（とうのみね） - 談山神社

2010年4月1日のダイヤ改正をもって、桜井市コミュニティバスに変更された。

### 2011年4月の再編

#### 東吉野村内線
- （系統番号無し） 大又 - 麦谷 - 千代橋 - 鷲家 - 杉谷出合橋 - 杉谷
- （系統番号無し） 大又→麦谷→千代橋→鷲家→杉谷出合橋→高見平野→杉谷出合橋→杉谷
- （系統番号無し） 大又→麦谷→千代橋→鷲家→千代橋→新子

2006年10月1日に路線新設が行われたが、2011年4月1日のダイヤ改正をもって廃止された。

### 2012年10月の再編
下記の路線の代替として古市場線の菟田野～東吉野村役場間の延長、また東吉野村役場（土曜休日は菟田野～大又・杉谷のみ）から東吉野村コミュニティーバス「ふるさと号」（土曜休日の全便と一部の区間では事前予約が必要）が運行されている。

#### 榛原新子線
- 73：榛原駅（南） - 菟田野 - 佐倉峠 - 鷲家 - 千代橋 - 新子

菟田野 - 新子間自由乗降になっていた。
2006年10月1日に路線新設が行われたが、2012年10月1日のダイヤ改正をもって休止された。

#### 東吉野新子線
- （系統番号無し） 新子 - 国樔（くず） - 千代橋 - 鷲家 - 杉谷出合橋 - 高見平野 - 杉谷出合橋 - 杉谷

全区間自由乗降になっていた。
2001年3月22日：新子 - 高見平野を廃止。
2006年10月1日：新子 - 杉谷を廃止（高見平野経由は現存）。
2012年10月1日：全線休止

#### 東吉野榛原線
- 70：榛原駅（南） - 菟田野 - 佐倉峠 - 鷲家 - 千代橋 - 麦谷 - 大又
- 71：榛原駅（南） - 菟田野 - 佐倉峠 - 鷲家 - 杉谷出合橋 - 高見平野 - 杉谷出合橋 - 杉谷

菟田野 - 大又・杉谷間自由乗降になっていた。
2012年10月1日、休止

### 2014年10月の再編

#### 天理都祁線
- 17：天理駅 - 天理中大路 - 国道櫟本 - 国道福住 - 国道一本松 - 国道針 - 針インター - 国道山添
- 31：山辺高校 - 山添中学校

2014年10月1日、廃止

#### 奥宇陀線
- 25：榛原駅（南） - 上内牧（平日のみ運行）

#### 桜井菟田野線
- 70：桜井駅南口 - 大宇陀 - 菟田野（1日1往復のみ）

2014年10月1日、廃止。大宇陀-菟田野間は秋に臨時バスが運行される形となる。

### 2017年の再編

#### 奥宇陀線
- 27：榛原駅（南） - 上内牧 - 掛西口 - 曾爾村役場前

2017年10月1日のダイヤ改正をもって宇陀地域連携コミュニティバス線（奥宇陀わくわくバス）に変更された。